# Althorp

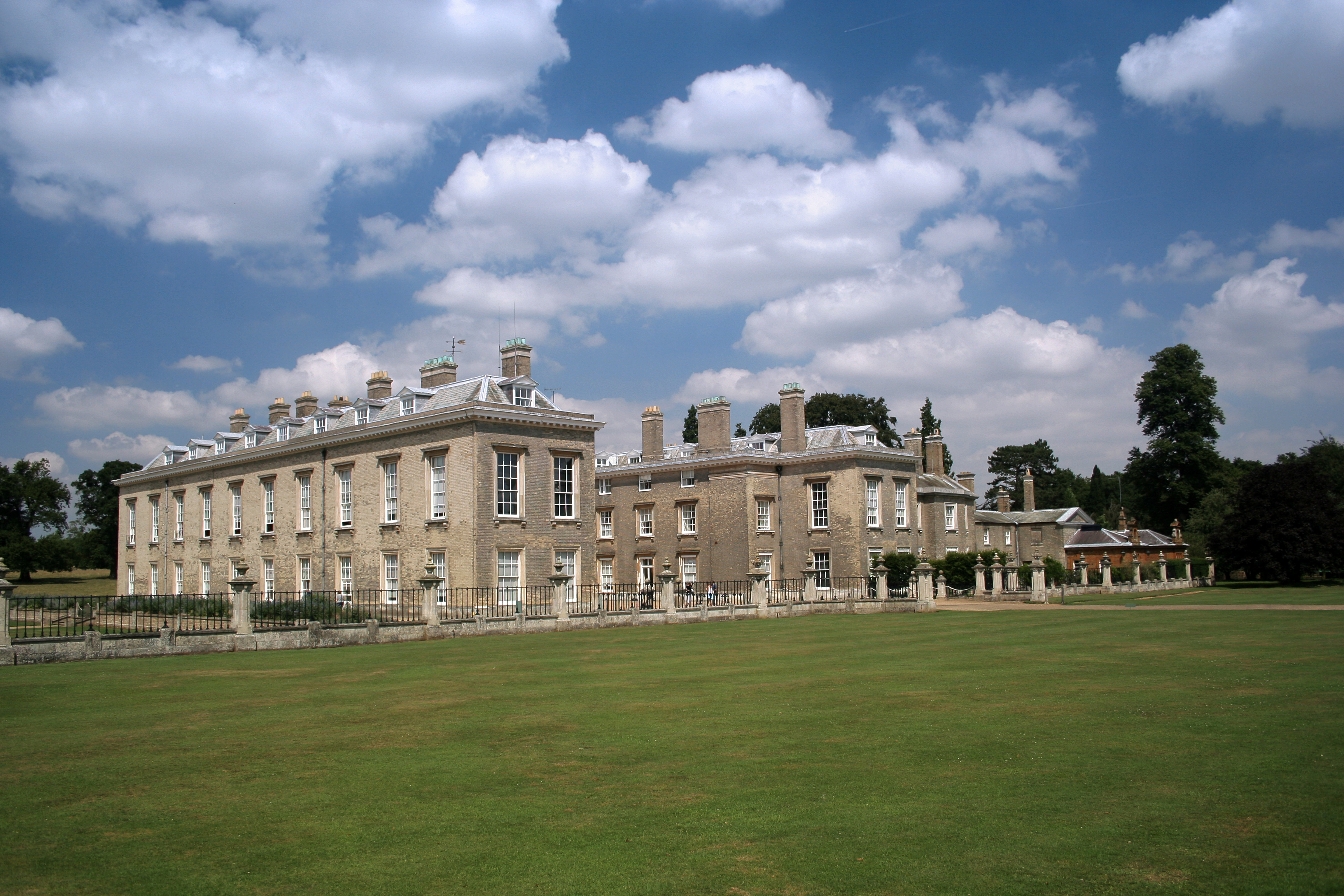
Althorp House

Althorp House (populär ausgesprochen: [ˈɔːlθɔːrp], korrekt [ˈɔːltʃrʌp]) ist ein Landgut mit einem großen Herrenhaus in der englischen Grafschaft Northamptonshire. Es liegt rund zehn Kilometer nordwestlich von Northampton und ist seit 1508 im Besitz der Adelsfamilie Spencer. Bekannt wurde es als Elternhaus (und Grablege) von Prinzessin Diana.

## Geschichte

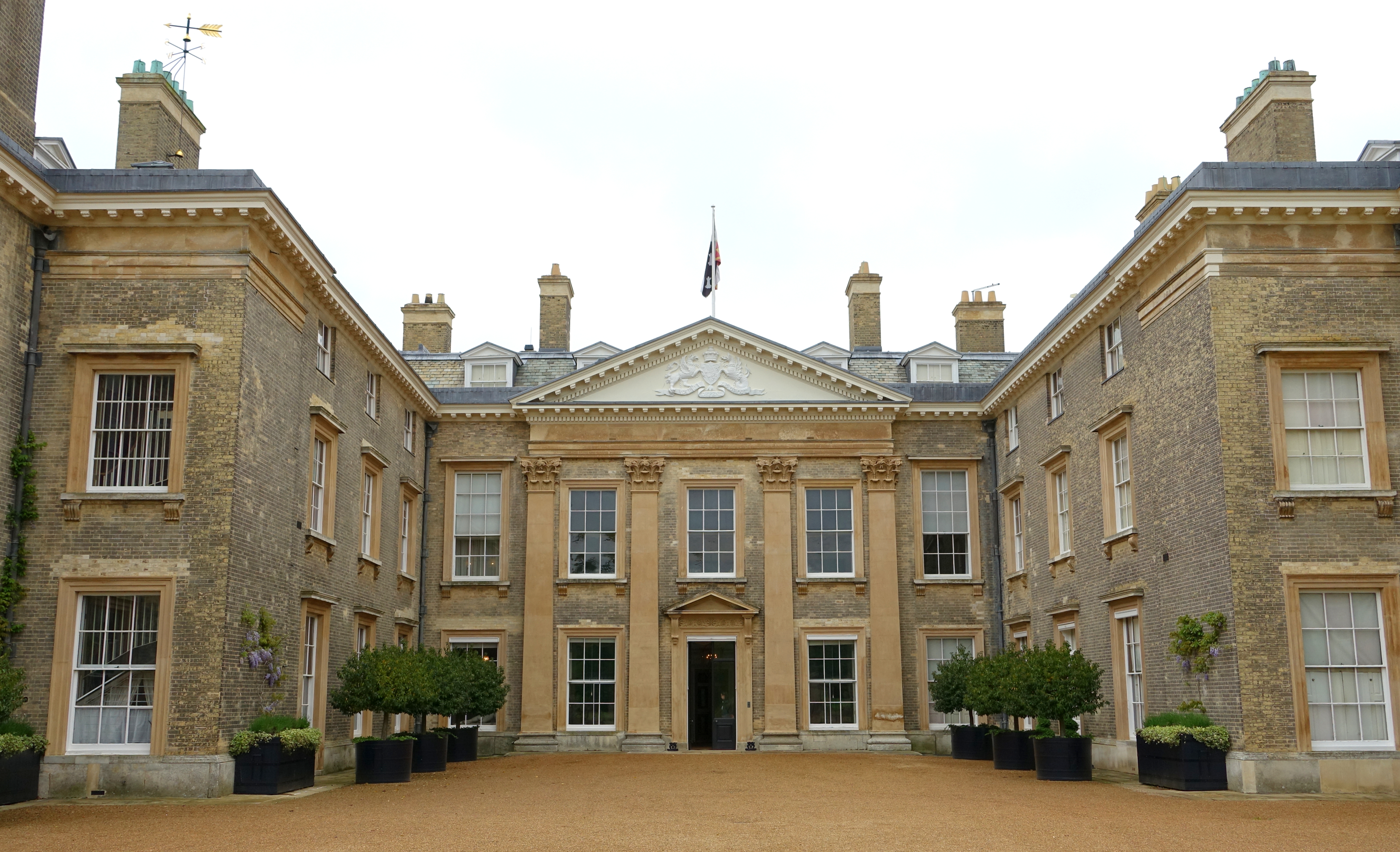
Ehrenhof

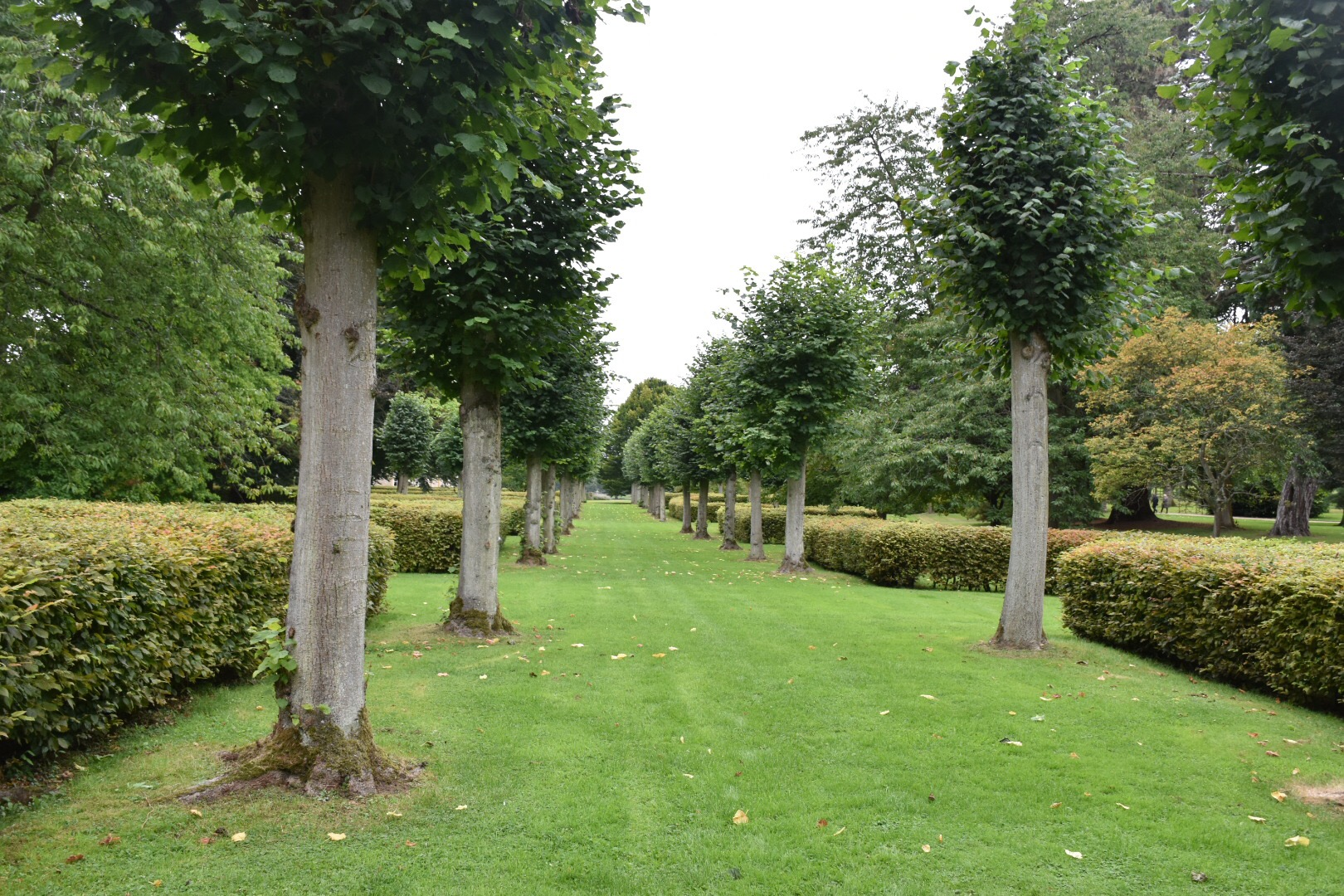
Park

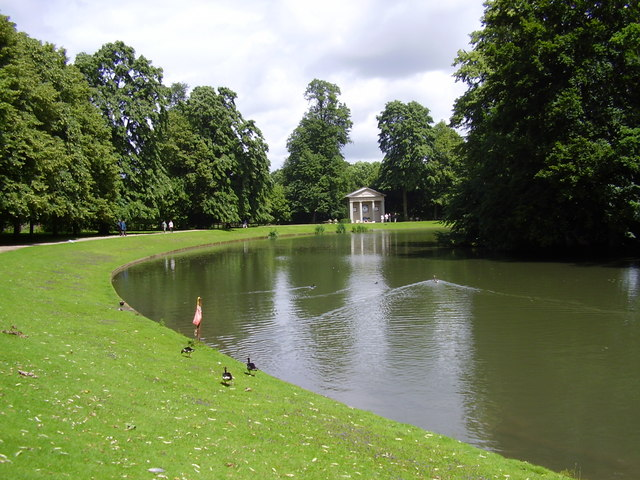
Grabinsel und Gedenktempel für Prinzessin Diana

Der Name soll auf „Olletorp“ (Olla's Thorp) zurückgehen, nach einem frühmittelalterlichen Besitzer normannisch-wikingischer, vermutlich dänischer Herkunft.
Althorp ist seit über 500 Jahren der Stammsitz der Adelsfamilie Spencer. 1469 hatte John Spencer zunächst das Landgut Wormleighton in Warwickshire erworben und dort erfolgreich Schafswolle produziert. Ab 1486 pachtete er auch die Flächen um Althorp. Sein Neffe und Nachfolger Sir John Spencer (ca. 1455–1522), der zunächst als Viehhändler begonnen hatte, kaufte 1508 das Gut Althorp und ließ dort 1508 bis 1512 anstelle eines festen Hauses mit Wassergraben ein neues Herrenhaus bauen. Er war sehr erfolgreich in der Schafzucht, vergrößerte sukzessive den Besitz und wurde 1519 von Heinrich VIII. zum Ritter geschlagen. Sein gleichnamiger Enkel wurde 1553 ebenfalls Sir, nachdem er es zum Sheriff of Northamptonshire sowie zum Abgeordneten im House of Commons gebracht hatte. Dessen Tochter heiratete den 5. Earl of Derby, der als Theaternarr galt und mit Shakespeare in Verbindung stand.
Der Enkel Sir Robert Spencer (1570–1627), ebenfalls Sheriff und Abgeordneter, wurde 1603 zum 1. Baron Spencer of Wormleighton erhoben. Dessen Enkel Henry Spencer, der 3. Baron, kaufte sich 1643 von König Karl I. den Titel eines 1. Earl of Sunderland. Sein Sohn, Robert Spencer, 2. Earl of Sunderland, ließ ab 1688 das heutige Herrenhaus anstelle des vorigen erbauen, in einem ähnlichen Stil wie das wenige Jahre zuvor begonnene Het Loo, dem Landsitz des niederländischen Statthalters Wilhelm III. von Oranien. Jedoch musste er im selben Jahr zeitweise nach Holland fliehen, da er als Diplomat und Politiker in die Wirren der Glorious Revolution verstrickt war, die Ende 1688 bzw. Anfang 1689 Wilhelm von Oranien auf den englischen Thron brachte. Spencer empfing den König danach öfters in Althorp.
Sein Sohn Charles Spencer, 3. Earl of Sunderland, machte ebenfalls als Staatsmann Karriere. Er heiratete im Jahr 1700 Anna Churchill, die Tochter des berühmten Feldherrn John Churchill, 1. Duke of Marlborough. Sein Sohn Charles Spencer, der 5. Earl, erbte über seine Mutter 1733 den Titel eines Duke of Marlborough und die Besitzungen um Blenheim Palace, die der Linie Spencer-Churchill bis heute gehören; er überließ Althorp seinem jüngeren Bruder John Spencer. Dessen Sohn John Spencer (1734–1783) erhielt 1765 einen eigenen Erbtitel als 1. Earl Spencer. Seither blieb das Gut im Besitz von dessen Nachfahren, den Earls Spencer.
Das Gebäude wurde im Lauf des 18. Jahrhunderts mit zahlreichen Kunstwerken und einer großen Bibliothek ausgestattet. Ab 1788 gestaltete der Architekt Henry Holland die bislang ziegelsichtigen roten Fassaden durch eine Steinverkleidung neu und schuf den Mittelrisaliten mit korinthischen Pilastern. Der größte Teil der Bibliothek wurde Ende des 19. Jahrhunderts und etwa ein Fünftel des Inventars im 20. Jahrhundert verkauft; dafür wurden im Zweiten Weltkrieg zahlreiche Möbel und Kunstwerke aus dem Spencer House (London) nach Althorp ausgelagert und blieben seitdem hier. In den 1980er Jahren wurde, nach Verkauf eines Großteils der religiösen Kunstwerke, das Innere des Hauses für über 2 Millionen Pfund neu dekoriert bzw. restauriert. Die Kunstsammlung umfasst unter anderem Porträts von van Dyck, Rubens, Reynolds, Gainsborough und Angelica Kauffmann.
Der Gutsbetrieb hat eine Wirtschaftsfläche von 5.300 ha, zum Besitz gehören 28 denkmalgeschützte Gebäude. Heutiger Besitzer und Bewohner ist seit 1992 Charles Spencer, 9. Earl Spencer. Das Grab seiner Schwester Prinzessin Diana, der ersten Ehefrau des britischen Königs Charles III., liegt auf einer kleinen Insel inmitten des Teichs im Park. Letzterer wurde in den 1660er Jahren nach einem Entwurf von André Le Nôtre angelegt und im späten 18. Jahrhundert durch Holland verändert. In den Monaten Juli und August sind Haus und Park zur Besichtigung geöffnet.